# توماس راموس (لاعب اتحاد الرغبي)
توماس راموس (بالفرنسية: Thomas Ramos)‏ هو لاعب اتحاد الرغبي فرنسي، ولد في 23 يوليو 1995 في فرنسا.

## وصلات خارجية
- توماس راموس عل موقع إسبنسكروم (الإنجليزية)
- توماس راموس على موقع ItsRugby.co.uk (الإنجليزية)